# Złotnica żółta

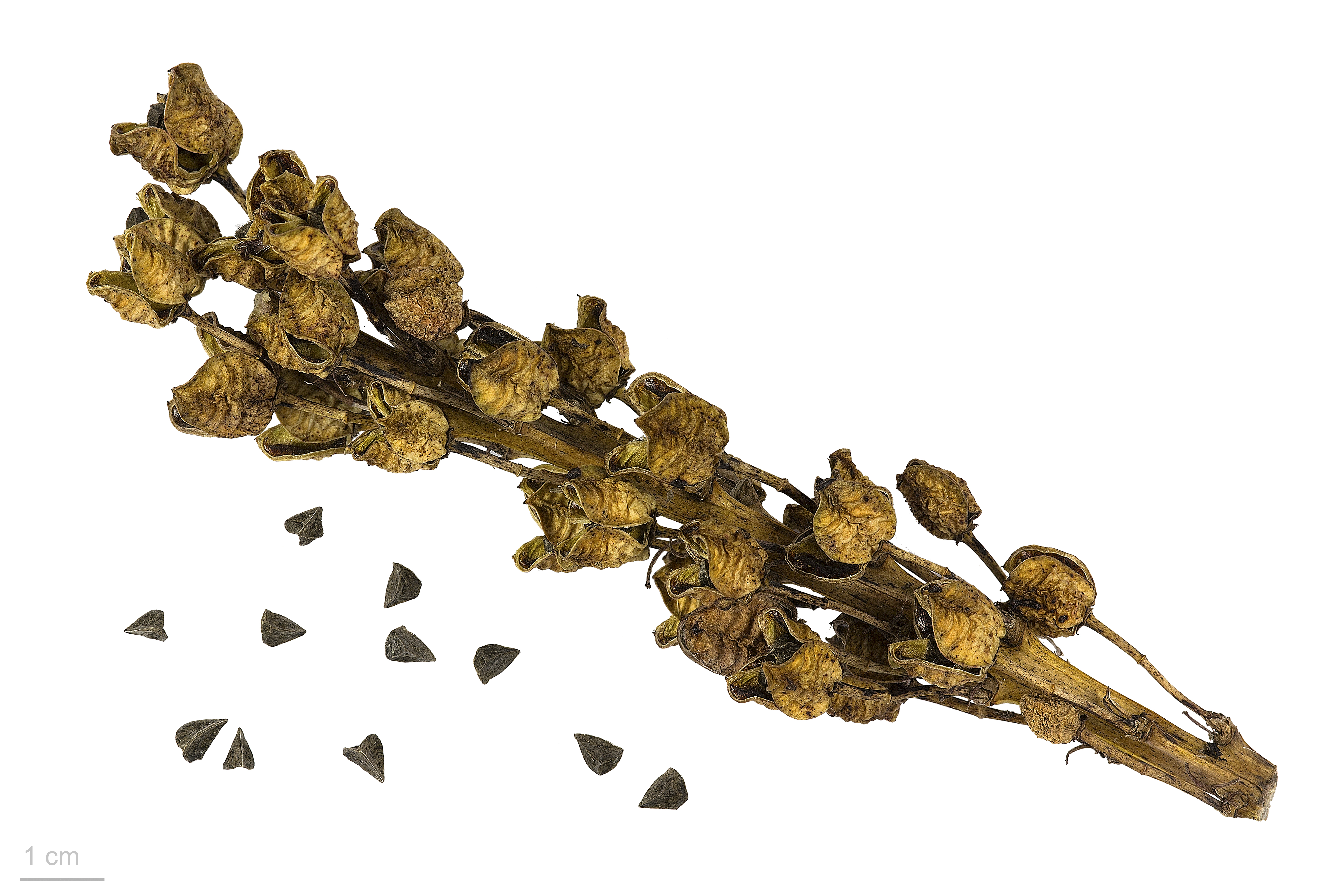
Asphodeline lutea

Złotnica żółta (Asphodeline lutea (L.) Rchb) – gatunek roślin należący do rodziny żółtakowatych (Xanthorrhoeaceae). W naturze występuje w Afryce Północnej (Algieria, Tunezja), wschodnich i południowo-wschodnich rejonach Europy (Albania, Bułgaria, Jugosławia, Rumunia,Grecja, Włochy i Ukraina (Krym), oraz na Kaukazie (Armenia i Gruzja) i w Azji Zachodniej (Cypr, Izrael, Jordania, Liban, Turcja). Ponadto jest uprawiany w wielu krajach świata.

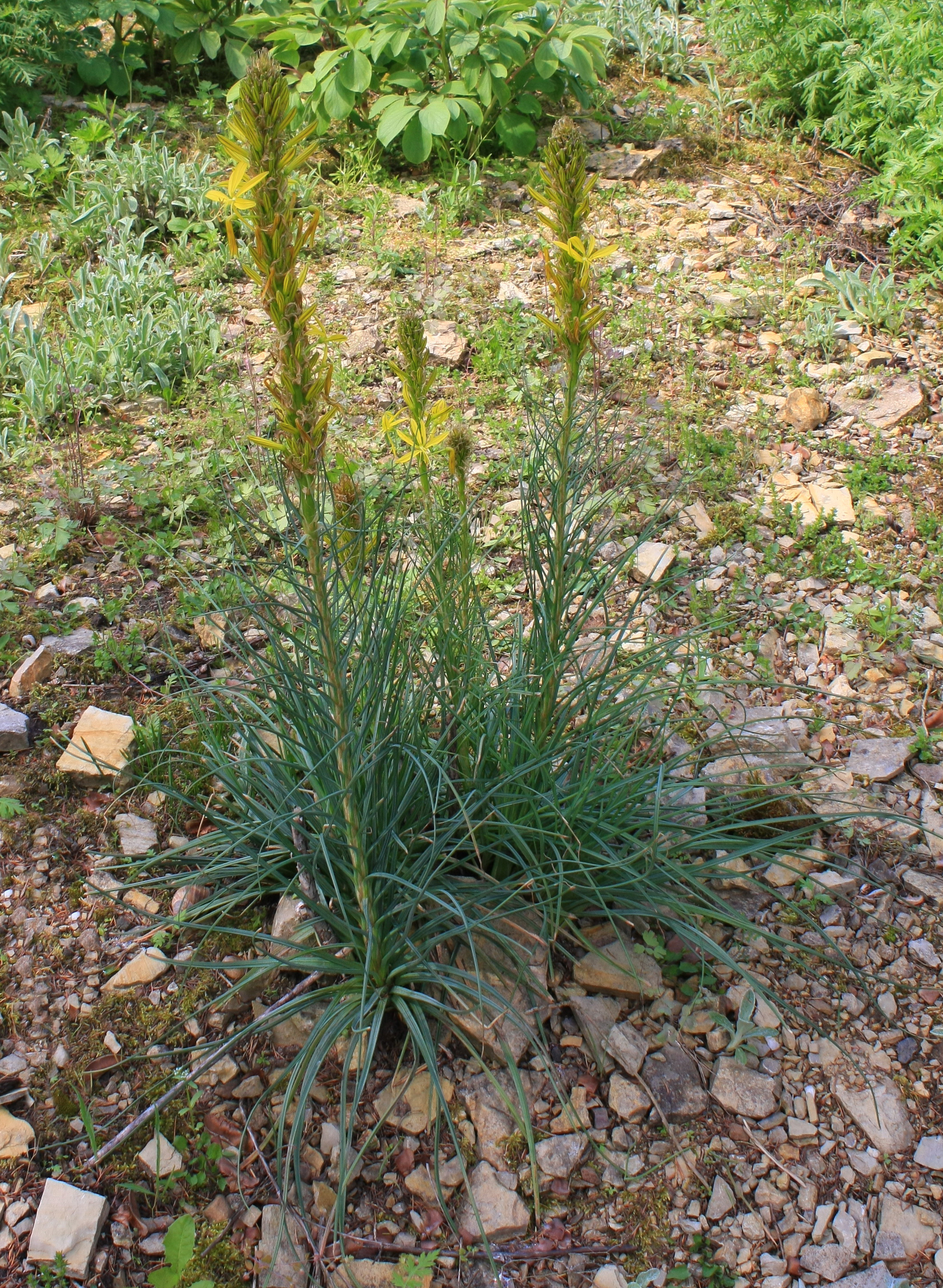
Pokrój

## Morfologia
ŁodygaWzniesiona, prosta, sztywna, o wysokości wraz z kwiatostanem do 1,5 m, zazwyczaj jednak dużo niższa. Wyrasta dopiero w okresie kwitnienia rośliny, jako pęd kwiatowy
LiścieWąskie, połyskujące, mieczowate, podobne do liści traw.
KwiatyZebrane w duży kwiatostan na szczycie łodygi. Pojedyncze kwiaty mają gwiazdkowaty kształt i szerokość do 30 mm. Kwitnie w maju i czerwcu.
KorzenieGrube, mięsiste.
OwoceKuliste, zawierające trójkanciaste, czarne nasiona.

## Zastosowanie i uprawa
Jest uprawiana jako roślina ozdobna. Strefy mrozoodporności 6-10. W Polsce wskazane jest okrywanie jej na zimę. Jest łatwa w uprawie. Nie ma specjalnych wymagań co do ziemi, wystarcza jej zwykła ziemia ogrodowa. Najlepsze jest stanowisko w pełnym słońcu. Przed kwitnieniem wymaga obfitego podlewania. Rozmnaża się przez nasiona, lub przez podział (najlepiej późną jesienią, lub wczesną wiosną). Przy dzieleniu roślin należy uważać, by nie uszkodzić korzeni (mogą gnić). Zalecana gęstość: 6-11 roślin na 1m2.